# Лизимах (син на Лизимах)
Вижте пояснителната страница за други личности с името Лизимах.
Лизимах, наричан и Лизимах Млади, (на старогръцки: Λυσίμαχος, на латински: Lysimachus) е гръцки благородник.
Той е вторият син на диадоха и цар на Тракия Лизимах († 281 пр.н.е.) и третата му съпруга Арсиноя II († 270 пр.н.е.), дъщеря на диадох Птолемей I и втората му съпруга Береника I. По бащина линия той е внук на тесалийския благородник Агатокъл Пелски. Той е брат на Птолемей Епигон и Филип. Той е полубрат на Агатокъл, Александър, Евридика и Арсиноя I.
Баща му става през 287 пр.н.е. цар и на Македония, 284 пр.н.е. и на Западна Мала Азия. След смъртта на баща му в битката при Корупедия през 281 пр.н.е., майка му с трите си сина се намира в Ефес и успява да избяга в Касандрия. Там тя сключва брачен договор с полубрат си Птолемей Керавън, който обаче убива след това вероятно през юли 270-260 пр.н.е. Лизимах и брат му Филип, а по-големият му брат Птолемей успява да се спаси.
Майка му е изгонена от града и отива с двама слуги в Самотраки. След смъртта на Керавън през 279 пр.н.е. майка му се омъжва за истинския ѝ брат, цар Птолемей II, а брат му Птолемей е вероятно сърегент на Птолемей II).